# مانسوة زفافية
مانسوة زفافية (الاسم العلمي:Mansoa hymenaea) هي نوع من النباتات تتبع جنس المانسوة من الفصيلة البنيونية.